# Jaroslav Kolovecký

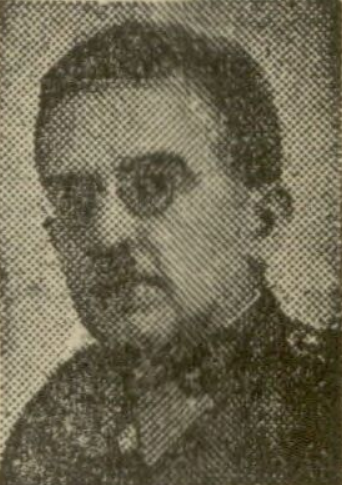
Jaroslav Kolovecký v četnické uniformě

Štábní kapitán Jaroslav Kolovecký (10. srpna 1889 Žižkov – 18. června 1942 Kobyliská střelnice) byl československý voják a odbojář popravený nacisty.

## Před druhou světovou válkou
Jaroslav Kolovecký se narodil 10. srpna roku 1889 na Žižkově v rodině zedníka Matěje Koloveckého a jeho manželky Anny, rozené Štafflové. Po absolvování dvoutřídní obchodní školy začal pracovat jako knihkupec. Po vypuknutí první světové války byl povolán do armády, válku ale strávil u zeměbraneckého doplňovacího okresního velitelství v Praze.
Dne 26. září 1916 se na Smíchově oženil se švadlenou Marií Erbsovou (*1897), s níž měl jednu dceru.
Po válce se k původní profesi již nevrátil a zůstal v nově vzniklé Československé armádě. V roce 1935 obdržel funkci vedoucího evidence mužstva u doplňovacího velitelství na pražské Invalidovně, za svou práci byl kladně hodnocen. Do likvidace armády v roce 1939 dosáhl hodnosti nadporučíka.

## Druhá světová válka
Po ukončení služby v armádě pracoval jako vrchní administrativní oficiál zemského úřadu v Praze na Smíchově. O jeho odboji proti nacistickému Německu nejsou přesné zprávy. S velkou pravděpodobností byl zapojen do Obrany národa. Podle zprostředkovaného svědectví spolupracoval s jejím zakladatelem Hugo Vojtou. Jisté již je, že jej 15. června 1942 zatklo v jeho úřadu pražské gestapo. Stanným soudem byl odsouzen za čin nepřátelský Německé říši k smrti a 18. června 1942 popraven na kobyliské střelnici. V poválečném seznamu popravených je u jeho jména uvedeno, že poskytoval úkryt osobám říši nepřátelským a udržoval s nimi spojení. V roce 1946 byl in memoriam povýšen do hodnosti štábního kapitána a v únoru téhož roku mu byl udělen Československý válečný kříž 1939.

## Vyznamenání
- 1946 -  Československý válečný kříž 1939